# Piz Palü
Piz Palü (3900 m n.p.m.) – góra w Berninagruppe, położona na granicy szwajcarsko-włoskiej. Główna grań biegnąca ze wschodu na zachód przechodzi przez trzy wierzchołki, z których najwyższy, środkowy, znajduje się w Szwajcarii (ok. 100 m od granicy z Włochami).

## Drogi na szczyt
Główna droga na szczyt prowadzi ze schroniska Diavolezza Hut znajdującego się na wysokości 2978 m n.p.m. Kierując się w lewo trawersuje zbocze Piz Trovat skąd dobrze oznaczoną ścieżką schodzi na lodowiec Vadret Pers. Po przekroczeniu łatwego wypłaszczenia dochodzi do zbocza rozpoczynającego się serakami. W sezonie letnim prowadzi przez nie dobrze wydeptana ścieżka. Następnie prowadzi zboczem przez lodowiec z niewielką liczbą szczelin. Dochodzi do przełęczy skąd pnie się do góry, w prawo na wschodni przedszczyt Piz Palü Orientale (3882 m n.p.m.). Dalej prowadzi bardzo eksponowaną i wąską granią na środkowy szczyt Muot dal Palü.

## W kulturze popularnej
Góra zyskała sławę dzięki filmowi z 1929 roku pt. Białe Piekło na Piz Palü wyreżyserowanego przez Arnolda Francka i Georga Wilhelma Pabsta oraz dzięki filmowi Bękarty wojny.

## Bibliografia

Berninagruppe, widok z Diavolezza, Szwajcaria – Piz Palü środkowy szczyt w rzędzie trzech po lewej